# Altreformierte Gemeinden in den Niederlanden

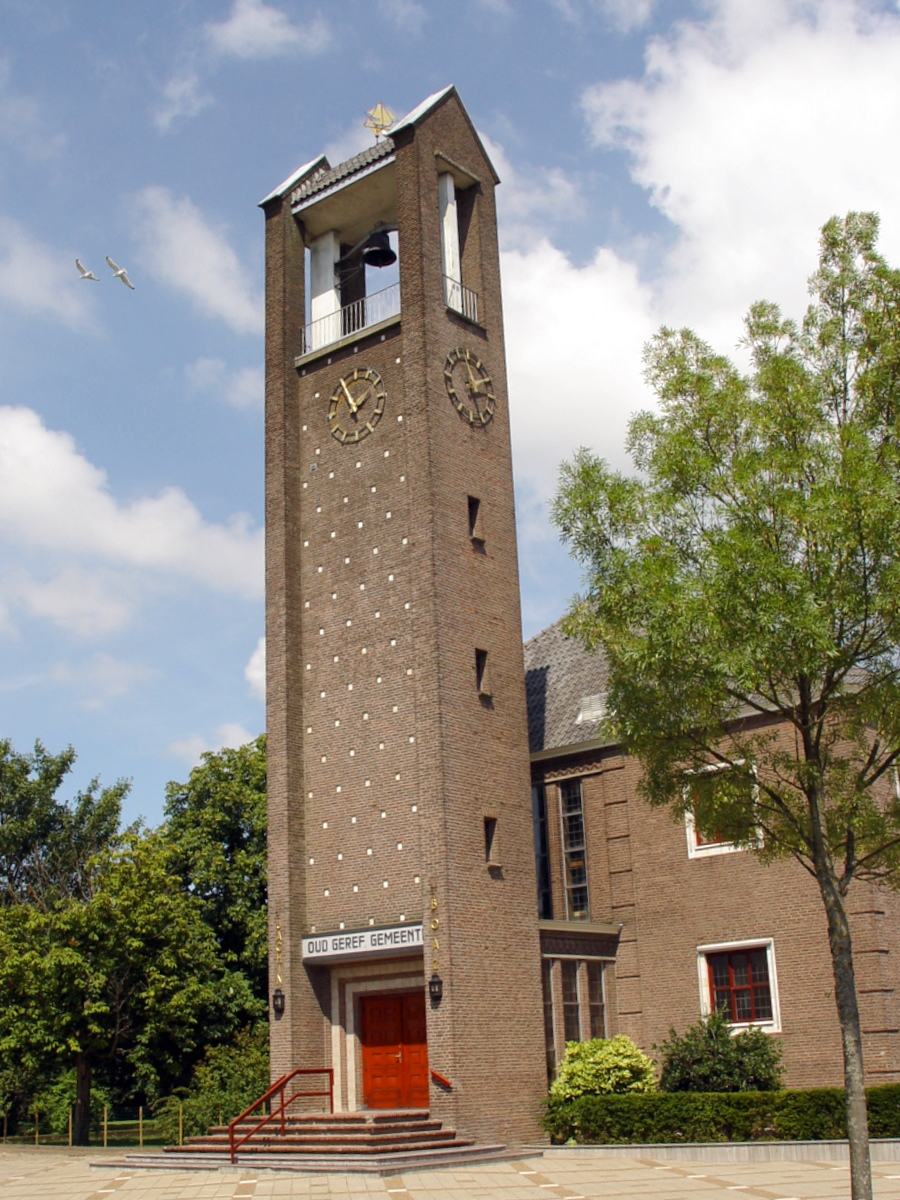
Eine Altreformierte Kirche in den Niederlanden, die Jachin Boazkerk in Urk

Die Altreformierten Gemeinden in den Niederlanden (niederländisch: Oud Gereformeerde Gemeenten in Nederland) sind ein niederländischer Kirchenverband mit 18.500 Mitgliedern (2010), der der konfessionellen Gruppe der Reformierten Kirchen zugehörig ist. Sie werden auch (abwertend) als den Schwarzestrümpfekirchen zugehörig bezeichnet. Das soziale Leben dieser Menschen spielt sich zum größten Teil untereinander ab. Man trifft sich vor allem in Kirche, Schule, Verein und auch bei der Arbeit. Im politischen Bereich wählen viele Mitglieder der Kirche die Staatkundig Gereformeerde Partij. Die Kirche ist missionarisch zusammen mit der Free Presbyterian Church of Scotland in Simbabwe und Malawi tätig.
Die größten Gemeinden sind Barneveld, Geldermalsen, Hardinxveld-Giessendam, Kinderdijk, Krimpen aan den IJssel, Stavenisse, Rijssen und Urk.